# Lasiobema
Genre
Classification phylogénétique
Lasiobema est un genre de plantesà fleurs  dicotylédones de la famille des Fabaceae, sous-famille des Caesalpinioideae, originaire d'Asie, qui comprend quatre espèces acceptées.
Certains auteurs considèrent sur la base d'analyses phylogénétiques que ces espèces doivent être classées dans le genre Phanera.

## Liste d'espèces
Selon The Plant List (7 décembre 2018) :
- Lasiobema comosa (W. G. Craib) A. Schmitz
- Lasiobema delavayi (Franch.) A. Schmitz
- Lasiobema dolichobotrys (Merr.) A. Schmitz
- Lasiobema harmsianum (Hosseus) de Wit